# 8.º Regimiento Antiaéreo (motorizado mixto) - 1943
El 8.° Regimiento Antiaéreo (motorizado mixto) (Flak-Regiment. 8 (gem. mot.)) fue una unidad de la Luftwaffe durante la Segunda Guerra Mundial.

## Historia
Fue formado el 1 de noviembre de 1943 en Vitebsk, a partir del IV Grupo/4° Regimiento de Artillería de la Luftwaffe, con 6. - 10. Baterías. Fue disuelto en abril de 1944, con el Grupo de Estado Mayor/II Grupo/8° Regimiento Antiaéreo siendo absorbido por el 23° Regimiento Antiaéreo.

## Servicios
- 1 de enero de 1944: bajo la 18.ª División Antiaérea (6.° Regimiento Antiaéreo).
- 1 de febrero de 1944: bajo la 18.ª División Antiaérea (6.° Regimiento Antiaéreo).
- 1 de marzo de 1944: bajo la 18.ª División Antiaérea (6.° Regimiento Antiaéreo).
- 1 de abril de 1944: bajo la 18.ª División Antiaérea (6.° Regimiento Antiaéreo).